# Raymond Riotte

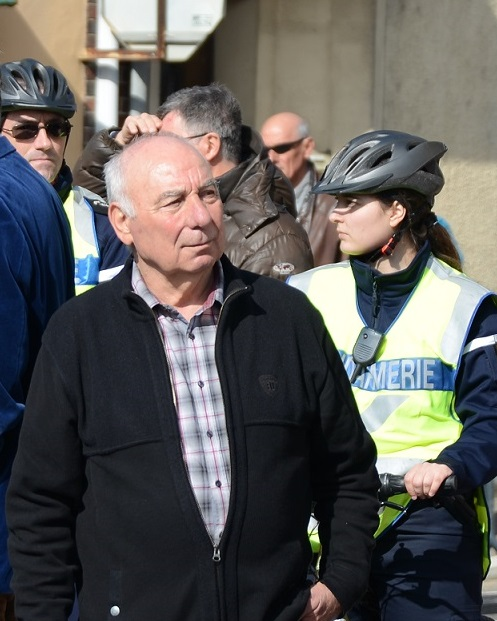
Raymond Riotte (2014)

Raymond Riotte (* 16. Februar 1940 in Sarry (Yonne)) ist ein ehemaliger französischer Radrennfahrer und nationaler Meister im Radsport.

## Sportliche Laufbahn
Riotte war Straßenradsportler. Er begann 1962 mit dem Radsport im Verein Vélo Club Auxerrois. 1966 bestritt er die Internationale Friedensfahrt und wurde 40. der Gesamtwertung.
1967 wurde er Berufsfahrer im Radsportteam Ford-France und blieb bis 1974 als Radprofi aktiv. In der Saison zuvor war er Unabhängiger. Sein bedeutendster Erfolg als Profi war der Gewinn der 12. Etappe der Tour de France 1967. Er trug für einen Tag das Gelbe Trikot. Das Eintagesrennen Bordeaux–Saintes gewann er 1967 vor Francis Campaner. Auch eine Etappe im Grand Prix Midi Libre entschied er für sich. 1967 und 1974 siegte er in der Ronde de Seignelay. 1969 gewann er Paris–Camembert vor Georges Chappe. 1971 gewann er jeweils eine Etappe der Katalonischen Woche und bei Paris–Nizza. Zweite Plätze holte er in der Tour de l’Hérault 1968 und 1969, in der Tour du Nord 1969 und 1970, im Boucles de la Seine-Saint-Denis 1970. Dritter wurde Riotte 1967 in der nationalen Meisterschaft im Straßenrennen und 1973 in der Trophée des Grimpeurs.

## Grand-Tour-Platzierungen
| Grand Tour            | 1967 | 1968 | 1969 | 1970 | 1971 | 1972 | 1973 | 1974 |
| --------------------- | ---- | ---- | ---- | ---- | ---- | ---- | ---- | ---- |
| Vuelta a EspañaVuelta | 53   | –    | –    | –    | –    | –    | –    | –    |
| Giro d’ItaliaGiro     | –    | –    | –    | –    | –    | –    | –    | –    |
| Tour de FranceTour    | 72   | DNF  | 80   | 72   | 34   | 48   | 78   | 79   |